# Brigita Švédská
Birgitta Birgersdotter, později známá jako svatá Brigita Švédská (1303, zámek Finsta u Uppsaly – 23. července 1373, Řím) byla švédská katolická mystička a světice. V roce 1344 po dvaceti osmi letech manželství ovdověla, dala se na duchovní život a založila řeholní společenství – Kongregaci sester Nejsvětějšího Spasitele (brigitky). Zajímavostí je, že je také matkou dalšího světce – svaté Kateřiny Švédské. Jedná se o vůbec nejuctívanější švédskou světici.

## Život
Byla dcerou Birgera Perssona, jednoho z nejbohatších hospodářů v zemi. Přes svou matku byla Brigita příbuzensky spojena s tehdejšími švédskými králi. Brzy po jejích 11. narozeninách jí matka zemřela a otec její výchovu svěřil tetě Kateřině, která byla zároveň její kmotrou.
V roce 1316 se provdala za Ulfa Gudmarssona, kterému porodila osm dětí. Jedním z nich byla taktéž svatá Kateřina Švédská. Brigitina svatost a laskavost jí brzy udělaly známou v dalekém okolí. Ve svých 32 letech byla svým příbuzným, který se stal králem, povolána do Stockholmu jako dvorní dáma.
Velký náboženský vliv měla i na svého manžela, s kterým vstoupila do III. řádu sv. Františka a s nímž v letech 1341–1343 podnikla pouť do Compostely.
Roku 1344, brzy po jejich návratu, Ulf zemřel v cisterciáckém klášteře v Alvastře, do kterého vstoupil (s Brigitou se po pouti rozhodli žít zdrženlivě) a v kterém již byl jejich syn. Brigita se po jeho smrti upnula cele na náboženský život.
Kolem roku 1350 se vydala do Říma. Zčásti protože chtěla žádat papeže o potvrzení nového řádu, zčásti aby plnila svou misi pozdvihnout morální cítění tehdejší doby, což sama sobě uložila. Ten rok bylo taktéž možné získat plnomocné odpustky spojené s milostivým létem, které vyhlásil papež. Stanovy řádu byly potvrzeny až roku 1370 papežem Urbanem V., nicméně mezitím se Brigita stala v Římě všeobecně oblíbenou osobou pro svou dobrosrdečnost. V Římě zůstala (s výjimkou příležitostných poutí, např. do Jeruzaléma roku 1373) až do své smrti 23. července 1373. Než byly její ostatky převezeny do švédské Vadsteny, byla pohřbena v kostele San Lorenzo in Panisperna v Římě. V roce 1391 byla kanonizována papežem Bonifácem IX. a potvrzena koncilem v Kostnici roku 1415.

## Vize
Již jako dítě byla přesvědčena o tom, že má mystické vize. Byly stále častější, až se záznamy o nich „Revelationes coelestes“ (Nebeských zjeveních) přeložené do latiny Matthiasem, kanovníkem Linköpingu, a jejím kazatelem Peterem, staly velmi populárními během pozdního středověku. Její vize narození Krista značně ovlivnily soudobou ikonografii. Krátce před svou smrtí popisovala vidění malého Ježíše, jak leží na zemi a vyzařuje světlo. Panna Maria měla blond vlasy. Z ikonografického hlediska mnohá umělecká znázornění této vánoční události vedla k potlačení dalších světelných zdrojů zobrazované scény, jen aby se zdůraznil efekt Brigitiny vize. Ve výtvarném pojetí Kristova narození bylo šerosvitu užíváno velmi často až do baroka. Další ikonografické prvky – svíce připevněná na stěně či přítomnost Boha Otce nad scénou Narození – mají také původ v Brigitiných vizích.
Známé jsou též její vize očistce.

## Patnáct Otčenášů a Zdrávasů

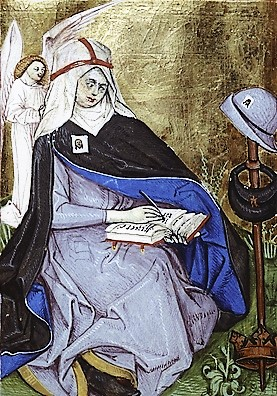
Znázornění z breviáře z roku 1476

Svatá Brigita po dlouhou dobu v modlitbách prosila za to, aby jí bylo sděleno, kolik Ježíš Kristus utrpěl ran během svých pašijí. Vzhledem k její trpělivost se jí jednoho dne prý Ježíš zjevil a řekl, že obdržel 5480 ran a jestli je chce nějakým způsobem uctít, ať se po dobu jednoho roku modlí každý den patnáctkrát otčenáš, zdrávas a 15 dalších modliteb, které jí On sám naučí. Po skončení roku tak uctí všechny rány (15 × 365 = 5475).
Později se objevily určité pochybnosti, zda autorkou oněch 15 modliteb je skutečně Brigita. Eamon Duffy se domnívá, že jsou pravděpodobně ze zbožných kruhů anglického původu shromážděných kolem Richarda Rollea nebo anglických sester řádu, který založila. Ať už je jejich původ jakýkoliv, během středověku se široce rozšířily a staly se dokonce pravidelnou součástí tzv. hodinek a další devocionální literatury. Modlitby byly přeloženy do mnoha jazyků. Samotný obsah modliteb reflektuje tradiční středověké pobožnosti ke Kristovu utrpení a je strukturován kolem sedmi posledních Kristových slov. Náměty si též propůjčují z patristických a biblických zdrojů.
Během středověku začaly modlitby mezi lidem kolovat s různými přísliby odpustků a dalšími nadpřirozenými milostmi pro ty, kteří je budou pravidelně odříkávat celý rok. Tyto přísliby byly dále opakovány v rukopisné tradici hodinek, což může vysvětlit, kde se vzala tak veliká popularita těchto modliteb v pozdním středověku. Přísliby obsahovaly např. takové věci jako vysvobození z očistce pro patnáct členů rodiny dotyčného či udržení 15 členů rodiny v milosti.
Výstřednost těchto příslibů se stala vděčným tématem kritiků raných i pozdějších dob. Roku 1954 v Acta Apostolicae Sedis vydala Kongregace pro nauku víry (tehdy Posvátné officium) v Římě prohlášení varující před touto teologicky nepřijatelnou praxí s pokynem pro ordináře, aby nepodporovali oběh a distribuci pamfletů s těmito přísliby mezi věřícími.
Přísliby této modlitby důrazně odmítl reformátor Martin Luther a svatou Brigitu nazýval Die tolle Brigit (hloupá Brigita).

## Úcta
V Čechách byla Brigita známa již svým současníkům. Tomáš Štítný ze Štítného přeložil do češtiny zkrácenou verzi jejích Vidění brzy po jejich zveřejnění. 
V roce 1651 byla ve Vídni vystavěna kaple zasvěcená Brigitě. Roku 1900 zde vznikla čtvrť nazvaná Brigittenau.
Papež sv. Jan Pavel II. Brigitu jmenoval v roce 1999 patronkou Evropy, poutníků a umírajících. Při té příležitosti se o ní vyjádřil takto: „Svým hlubokým procítěním tajemství Krista a Církve se zapojila v mimořádně kritickém okamžiku dějin Církve do budování jejího společenství. Z Brigity vyzařuje prorocká síla. S jistou otevřeností hovoří ke knížatům a papežům. V zájmu mravní obrody křesťanstva a duchovenstva nešetří přísnými napomenutími."
Její svátek se nyní slaví 23. července, v den její smrti. V tridentském kalendáři její svátek nefiguroval, nicméně byl vložen do římskokatolického kalendáře svatých v roce 1623 na 7. října, den její kanonizace papežem Bonifácem IX. v roce 1391. O pět let později byl její svátek přesunut na 8. října, kde zůstal až do revize římskokatolického kalendáře svatých v roce 1969. Tradicionalisté uvnitř katolické církve pokračují v jeho slavení jako svátku „sv. Brigity, vdovy“ 8. října.
Papež Benedikt XVI., ještě jako kardinál Ratzinger, o ní napsal, že putovala ve šlépějích Boha, který vstoupil do našich stop.